# Авжа
Авжа — река в Бабаевском районе Вологодской области России, правый приток Суды.
Берёт исток в болотистой ненаселённой местности на северо-западе Борисовского сельского поселения, течёт на север и через 1 км после нежилой деревни Посыпкино впадает в Суду в 178 км от её устья, напротив деревни Нижний Конец
Центрального сельского поселения. Других населённых пунктов на берегах и крупных притоков нет. Длина реки составляет 11 км.

## Данные водного реестра
По данным государственного водного реестра России относится к Верхневолжскому бассейновому округу, водохозяйственный участок реки — Суда от истока и до устья, речной подбассейн реки — Реки бассейна Рыбинского водохранилища. Речной бассейн реки — (Верхняя) Волга до Куйбышевского водохранилища (без бассейна Оки).
Код объекта в государственном водном реестре — 08010200212110000007517.